# Wilson Palacios
Wilson Roberto Palacios Suazo (La Ceiba, 29 luglio 1984) è un ex calciatore honduregno, di ruolo centrocampista.

## Biografia
Nato a La Ceiba da Eulogio e Orfilla Palacios, Wilson è il terzo di cinque fratelli, tutti calciatori: Milton (1980), Jerry (1982), Johnny (1986) ed Edwin (1992). Quando quest'ultimo, nel 2007, gioca ancora nelle riserve dell'Olimpia e nelle Nazionali giovanili honduregne, fu rapito e i sequestratori chiesero un riscatto: 200000 $ per liberarlo, i fratelli dovettero cedere ma il corpo senza vita di Edwin fu trovato due anni dopo.

## Carriera

### Club

#### L'esordio all'Olimpia e il prestito al Birmingham City
Inizia la sua carriera nell'Olimpia e milita nella squadra della capitale dell'Honduras dal 2002 fino al 2007 collezionando 102 presenze e mettendo a segno ben 32 gol. Alla fine della stagione 2007 sostiene un provino con la Stella Rossa di Belgrado, ma con il provino sostenuto non convince la squadra ad acquistarlo, e quindi viene girato in prestito per un anno al Birmingham City dove colleziona solo 7 presenze.

#### Il passaggio al Wigan
L'11 gennaio 2008, durante la finestra invernale del calciomercato, viene acquistato dal Wigan che lo metteo sotto contratto fino al 2011 ritrovando così Steve Bruce, già conosciuto ai tempi del Birmingham City. In quella stagione colleziona 37 presenze e nessun gol segnato.

#### Il trasferimento al Tottenham
Un anno dopo, precisamente il 21 gennaio 2009, viene acquistato dal Tottenham per una cifra che si aggira intorno ai 16 milioni di euro.

#### Stoke City
Il 1º settembre 2011 si trasferisce definitivamente allo Stoke City per circa 9 milioni di euro. Debutta in Premier League con la nuova maglia nella vittoria casalinga contro il Liverpool (1-0).
Il 29 maggio 2015 il club inglese annuncia di non aver rinnovato il contratto del centrocampista honduregno, che rimane così svincolato.

#### Miami FC
Il 12 dicembre seguente viene ingaggiato dal Miami FC.

### Nazionale
Partecipa ai Mondiali di Sudafrica 2010 e ciò consente alla nazionale centro-americana di avere tre fratelli convocati contemporaneamente allo stesso mondiale (oltre a Wilson fanno infatti parte della rosa anche Johnny Palacios e Jerry Palacios). Anche un altro fratello, Milton è un calciatore che ha militato in nazionale.

## Statistiche

### Cronologia presenze e reti in nazionale
| Cronologia completa delle presenze e delle reti in nazionale ― Honduras | Cronologia completa delle presenze e delle reti in nazionale ― Honduras | Cronologia completa delle presenze e delle reti in nazionale ― Honduras | Cronologia completa delle presenze e delle reti in nazionale ― Honduras | Cronologia completa delle presenze e delle reti in nazionale ― Honduras | Cronologia completa delle presenze e delle reti in nazionale ― Honduras | Cronologia completa delle presenze e delle reti in nazionale ― Honduras | Cronologia completa delle presenze e delle reti in nazionale ― Honduras |
| Data                                                                    | Città                                                                   | In casa                                                                 | Risultato                                                               | Ospiti                                                                  | Competizione                                                            | Reti                                                                    | Note                                                                    |
| ----------------------------------------------------------------------- | ----------------------------------------------------------------------- | ----------------------------------------------------------------------- | ----------------------------------------------------------------------- | ----------------------------------------------------------------------- | ----------------------------------------------------------------------- | ----------------------------------------------------------------------- | ----------------------------------------------------------------------- |
| 1-5-2003                                                                | Miami                                                                   | Colombia                                                                | 0 – 0                                                                   | Honduras                                                                | Amichevole                                                              | -                                                                       |                                                                         |
| 7-6-2003                                                                | Miami                                                                   | Venezuela                                                               | 2 – 1                                                                   | Honduras                                                                | Amichevole                                                              | -                                                                       | 60’                                                                     |
| 12-6-2003                                                               | San Pedro Sula                                                          | Honduras                                                                | 1 – 2                                                                   | Cile                                                                    | Amichevole                                                              | -                                                                       |                                                                         |
| 22-6-2003                                                               | Carson                                                                  | Guatemala                                                               | 1 – 2                                                                   | Honduras                                                                | Amichevole                                                              | -                                                                       |                                                                         |
| 29-6-2003                                                               | San Pedro Sula                                                          | Honduras                                                                | 1 – 1                                                                   | El Salvador                                                             | Amichevole                                                              | -                                                                       | 57’                                                                     |
| 10-3-2004                                                               | Maracaibo                                                               | Venezuela                                                               | 2 – 1                                                                   | Honduras                                                                | Amichevole                                                              | -                                                                       |                                                                         |
| 7-4-2004                                                                | La Ceiba                                                                | Honduras                                                                | 0 – 0                                                                   | Panama                                                                  | Amichevole                                                              | -                                                                       |                                                                         |
| 28-4-2004                                                               | Fort Lauderdale                                                         | Honduras                                                                | 1 – 1                                                                   | Ecuador                                                                 | Amichevole                                                              | -                                                                       | Ingresso                                                                |
| 2-6-2004                                                                | San Francisco                                                           | Stati Uniti                                                             | 4 – 0                                                                   | Honduras                                                                | Amichevole                                                              | -                                                                       | 63’                                                                     |
| 28-7-2004                                                               | Tegucigalpa                                                             | Honduras                                                                | 0 – 0                                                                   | Panama                                                                  | Amichevole                                                              | -                                                                       |                                                                         |
| 3-8-2004                                                                | San Salvador                                                            | El Salvador                                                             | 0 – 4                                                                   | Honduras                                                                | Amichevole                                                              | -                                                                       | Ammonizione                                                             |
| 18-8-2004                                                               | Alajuela                                                                | Costa Rica                                                              | 2 – 5                                                                   | Honduras                                                                | Qual. Mondiali 2006                                                     | -                                                                       | 65’                                                                     |
| 4-9-2004                                                                | Edmonton                                                                | Canada                                                                  | 1 – 1                                                                   | Honduras                                                                | Qual. Mondiali 2006                                                     | -                                                                       |                                                                         |
| 8-9-2004                                                                | San Pedro Sula                                                          | Honduras                                                                | 2 – 2                                                                   | Guatemala                                                               | Qual. Mondiali 2006                                                     | -                                                                       |                                                                         |
| 9-10-2004                                                               | San Pedro Sula                                                          | Honduras                                                                | 1 – 1                                                                   | Canada                                                                  | Qual. Mondiali 2006                                                     | -                                                                       | 46’                                                                     |
| 19-2-2005                                                               | Città del Guatemala                                                     | Honduras                                                                | 5 – 1                                                                   | Nicaragua                                                               | Coppa delle nazioni UNCAF 2005 - 1º turno                               | -                                                                       |                                                                         |
| 21-2-2005                                                               | Città del Guatemala                                                     | Honduras                                                                | 4 – 0                                                                   | Belize                                                                  | Coppa delle nazioni UNCAF 2005 - 1º turno                               | 1                                                                       |                                                                         |
| 23-2-2005                                                               | Città del Guatemala                                                     | Guatemala                                                               | 1 – 1                                                                   | Honduras                                                                | Coppa delle nazioni UNCAF 2005 - 1º turno                               | -                                                                       | 81’                                                                     |
| 25-2-2005                                                               | Città del Guatemala                                                     | Honduras                                                                | 1 – 0                                                                   | Panama                                                                  | Coppa delle nazioni UNCAF 2005 - Semifinale                             | -                                                                       | 82’                                                                     |
| 27-2-2005                                                               | Città del Guatemala                                                     | Costa Rica                                                              | 1 – 1 dts (7 – 6 dtr)                                                   | Honduras                                                                | Coppa delle nazioni UNCAF 2005 - Finale                                 | -                                                                       | 68’                                                                     |
| 4-6-2005                                                                | Atlanta                                                                 | Giamaica                                                                | 0 – 0                                                                   | Honduras                                                                | Amichevole                                                              | -                                                                       |                                                                         |
| 2-7-2005                                                                | Atlanta                                                                 | Canada                                                                  | 1 – 2                                                                   | Honduras                                                                | Amichevole                                                              | -                                                                       | 63’                                                                     |
| 6-7-2005                                                                | Miami                                                                   | Honduras                                                                | 1 – 1                                                                   | Trinidad e Tobago                                                       | Gold Cup 2005 - 1º turno                                                | -                                                                       | 65’                                                                     |
| 10-7-2005                                                               | Miami                                                                   | Honduras                                                                | 2 – 1                                                                   | Colombia                                                                | Gold Cup 2005 - 1º turno                                                | -                                                                       | 72’                                                                     |
| 12-7-2005                                                               | Miami                                                                   | Panama                                                                  | 0 – 1                                                                   | Honduras                                                                | Gold Cup 2005 - 1º turno                                                | -                                                                       |                                                                         |
| 16-7-2005                                                               | Foxborough                                                              | Honduras                                                                | 3 – 2                                                                   | Costa Rica                                                              | Gold Cup 2005 - Quarti di finale                                        | -                                                                       | 82’                                                                     |
| 21-7-2005                                                               | East Rutherford                                                         | Honduras                                                                | 1 – 2                                                                   | Stati Uniti                                                             | Gold Cup 2005 - Semifinale                                              | -                                                                       | 75’                                                                     |
| 25-1-2006                                                               | Guayaquil                                                               | Ecuador                                                                 | 1 – 0                                                                   | Honduras                                                                | Amichevole                                                              | -                                                                       |                                                                         |
| 12-2-2006                                                               | Canton                                                                  | Cina                                                                    | 0 – 1                                                                   | Honduras                                                                | Amichevole                                                              | -                                                                       |                                                                         |
| 16-8-2006                                                               | Maracay                                                                 | Venezuela                                                               | 0 – 0                                                                   | Honduras                                                                | Amichevole                                                              | -                                                                       | 76’                                                                     |
| 6-9-2006                                                                | Tegucigalpa                                                             | Honduras                                                                | 2 – 0                                                                   | El Salvador                                                             | Amichevole                                                              | 1                                                                       |                                                                         |
| 7-10-2006                                                               | Fort Lauderdale                                                         | Honduras                                                                | 3 – 2                                                                   | Guatemala                                                               | Amichevole                                                              | -                                                                       |                                                                         |
| 10-10-2006                                                              | Atlanta                                                                 | Honduras                                                                | 2 – 1                                                                   | Guatemala                                                               | Amichevole                                                              | -                                                                       |                                                                         |
| 9-2-2007                                                                | San Salvador                                                            | Costa Rica                                                              | 3 – 1                                                                   | Honduras                                                                | Coppa delle nazioni UNCAF 2007 - 1º turno                               | -                                                                       |                                                                         |
| 15-2-2007                                                               | San Salvador                                                            | Nicaragua                                                               | 1 – 9                                                                   | Honduras                                                                | Coppa delle nazioni UNCAF 2007 - Spareggio                              | -                                                                       |                                                                         |
| 24-3-2007                                                               | Fort Lauderdale                                                         | El Salvador                                                             | 0 – 2                                                                   | Honduras                                                                | Amichevole                                                              | -                                                                       | 46’                                                                     |
| 27-3-2007                                                               | Cary                                                                    | El Salvador                                                             | 0 – 2                                                                   | Honduras                                                                | Amichevole                                                              | -                                                                       | 70’                                                                     |
| 19-4-2007                                                               | La Ceiba                                                                | Honduras                                                                | 1 – 3                                                                   | Haiti                                                                   | Amichevole                                                              | -                                                                       | Ammonizione                                                             |
| 25-5-2007                                                               | Mérida                                                                  | Venezuela                                                               | 2 – 1                                                                   | Honduras                                                                | Amichevole                                                              | -                                                                       |                                                                         |
| 2-6-2007                                                                | San Pedro Sula                                                          | Honduras                                                                | 3 – 1                                                                   | Trinidad e Tobago                                                       | Amichevole                                                              | -                                                                       | 71’                                                                     |
| 8-6-2007                                                                | New York                                                                | Panama                                                                  | 3 – 2                                                                   | Honduras                                                                | Gold Cup 2007 - 1º turno                                                | -                                                                       | 29’                                                                     |
| 14-6-2007                                                               | Houston                                                                 | Cuba                                                                    | 0 – 5                                                                   | Honduras                                                                | Gold Cup 2007 - 1º turno                                                | -                                                                       | 62’                                                                     |
| 18-6-2007                                                               | Houston                                                                 | Honduras                                                                | 1 – 2                                                                   | Guadalupa                                                               | Gold Cup 2007 - Quarti di finale                                        | -                                                                       | 67’                                                                     |
| 14-10-2007                                                              | Tegucigalpa                                                             | Honduras                                                                | 1 – 0                                                                   | Panama                                                                  | Amichevole                                                              | -                                                                       |                                                                         |
| 17-11-2007                                                              | Miami                                                                   | Guatemala                                                               | 0 – 1                                                                   | Honduras                                                                | Amichevole                                                              | -                                                                       | 83’                                                                     |
| 26-3-2008                                                               | Fort Lauderdale                                                         | Colombia                                                                | 1 – 2                                                                   | Honduras                                                                | Amichevole                                                              | -                                                                       | 76’                                                                     |
| 22-5-2008                                                               | San Pedro Sula                                                          | Honduras                                                                | 2 – 0                                                                   | Belize                                                                  | Amichevole                                                              | -                                                                       | 46’                                                                     |
| 30-5-2008                                                               | Fort Lauderdale                                                         | Honduras                                                                | 1 – 1                                                                   | Venezuela                                                               | Amichevole                                                              | -                                                                       | 89’                                                                     |
| 4-6-2008                                                                | San Pedro Sula                                                          | Honduras                                                                | 4 – 0                                                                   | Porto Rico                                                              | Qual. Mondiali 2010                                                     | 1                                                                       |                                                                         |
| 7-6-2008                                                                | La Ceiba                                                                | Honduras                                                                | 3 – 1                                                                   | Haiti                                                                   | Amichevole                                                              | -                                                                       |                                                                         |
| 14-6-2008                                                               | Bayamón                                                                 | Porto Rico                                                              | 2 – 2                                                                   | Honduras                                                                | Qual. Mondiali 2010                                                     | 1                                                                       |                                                                         |
| 20-8-2008                                                               | Città del Messico                                                       | Messico                                                                 | 2 – 1                                                                   | Honduras                                                                | Qual. Mondiali 2010                                                     | -                                                                       |                                                                         |
| 6-9-2008                                                                | Montréal                                                                | Canada                                                                  | 1 – 2                                                                   | Honduras                                                                | Qual. Mondiali 2010                                                     | -                                                                       |                                                                         |
| 10-9-2008                                                               | San Pedro Sula                                                          | Honduras                                                                | 2 – 0                                                                   | Giamaica                                                                | Qual. Mondiali 2010                                                     | -                                                                       |                                                                         |
| 11-10-2008                                                              | San Pedro Sula                                                          | Honduras                                                                | 3 – 1                                                                   | Canada                                                                  | Qual. Mondiali 2010                                                     | -                                                                       |                                                                         |
| 15-10-2008                                                              | Kingston                                                                | Giamaica                                                                | 1 – 0                                                                   | Honduras                                                                | Qual. Mondiali 2010                                                     | -                                                                       | 80’                                                                     |
| 19-11-2008                                                              | San Pedro Sula                                                          | Honduras                                                                | 1 – 0                                                                   | Messico                                                                 | Qual. Mondiali 2010                                                     | -                                                                       | 47’                                                                     |
| 28-3-2009                                                               | Port of Spain                                                           | Trinidad e Tobago                                                       | 1 – 1                                                                   | Stati Uniti                                                             | Qual. Mondiali 2010                                                     | -                                                                       |                                                                         |
| 1-4-2009                                                                | San Pedro Sula                                                          | Honduras                                                                | 3 – 1                                                                   | Messico                                                                 | Qual. Mondiali 2010                                                     | -                                                                       |                                                                         |
| 6-6-2009                                                                | Chicago                                                                 | Stati Uniti                                                             | 2 – 1                                                                   | Honduras                                                                | Qual. Mondiali 2010                                                     | -                                                                       | 66’                                                                     |
| 10-6-2009                                                               | San Pedro Sula                                                          | Honduras                                                                | 1 – 0                                                                   | El Salvador                                                             | Qual. Mondiali 2010                                                     | -                                                                       | 23’                                                                     |
| 12-8-2009                                                               | San Pedro Sula                                                          | Honduras                                                                | 4 – 0                                                                   | Costa Rica                                                              | Qual. Mondiali 2010                                                     | -                                                                       | 26’                                                                     |
| 9-9-2009                                                                | Città del Messico                                                       | Messico                                                                 | 1 – 0                                                                   | Honduras                                                                | Qual. Mondiali 2010                                                     | -                                                                       |                                                                         |
| 10-10-2009                                                              | San Pedro Sula                                                          | Honduras                                                                | 2 – 3                                                                   | Stati Uniti                                                             | Qual. Mondiali 2010                                                     | -                                                                       |                                                                         |
| 14-10-2009                                                              | San Salvador                                                            | El Salvador                                                             | 0 – 1                                                                   | Honduras                                                                | Qual. Mondiali 2010                                                     | -                                                                       | 34’                                                                     |
| 15-11-2009                                                              | Tegucigalpa                                                             | Honduras                                                                | 2 – 1                                                                   | Lettonia                                                                | Amichevole                                                              | -                                                                       | 80’                                                                     |
| 18-11-2009                                                              | Miami Gardens                                                           | Honduras                                                                | 1 – 2                                                                   | Perù                                                                    | Amichevole                                                              | -                                                                       |                                                                         |
| 3-3-2010                                                                | Istanbul                                                                | Turchia                                                                 | 2 – 0                                                                   | Honduras                                                                | Amichevole                                                              | -                                                                       | 70’                                                                     |
| 27-5-2010                                                               | Villaco                                                                 | Bielorussia                                                             | 2 – 2                                                                   | Honduras                                                                | Amichevole                                                              | -                                                                       | 58’                                                                     |
| 2-6-2010                                                                | Zell am See                                                             | Azerbaigian                                                             | 0 – 0                                                                   | Honduras                                                                | Amichevole                                                              | -                                                                       | 46’                                                                     |
| 5-6-2010                                                                | Sankt Veit an der Glan                                                  | Romania                                                                 | 3 – 0                                                                   | Honduras                                                                | Amichevole                                                              | -                                                                       | 67’                                                                     |
| 16-6-2010                                                               | Nelspruit                                                               | Honduras                                                                | 0 – 1                                                                   | Cile                                                                    | Mondiali 2010 - 1º turno                                                | -                                                                       | 33’                                                                     |
| 21-6-2010                                                               | Johannesburg                                                            | Spagna                                                                  | 2 – 0                                                                   | Honduras                                                                | Mondiali 2010 - 1º turno                                                | -                                                                       |                                                                         |
| 25-6-2010                                                               | Bloemfontein                                                            | Svizzera                                                                | 0 – 0                                                                   | Honduras                                                                | Mondiali 2010 - 1º turno                                                | -                                                                       | 89’                                                                     |
| 9-2-2011                                                                | La Ceiba                                                                | Honduras                                                                | 1 – 1 (4 – 5 dtr)                                                       | Ecuador                                                                 | Amichevole                                                              | -                                                                       | 46’                                                                     |
| 18-6-2011                                                               | East Rutherford                                                         | Costa Rica                                                              | 1 – 1 dts (3 – 5 dtr)                                                   | Honduras                                                                | Gold Cup 2011 - Quarti di finale                                        | -                                                                       | 90+3’                                                                   |
| 29-2-2012                                                               | Guayaquil                                                               | Ecuador                                                                 | 2 – 0                                                                   | Honduras                                                                | Amichevole                                                              | -                                                                       | 78’                                                                     |
| 2-6-2012                                                                | Washington                                                              | El Salvador                                                             | 0 – 3                                                                   | Honduras                                                                | Amichevole                                                              | -                                                                       | Ammonizione                                                             |
| 8-6-2012                                                                | San Pedro Sula                                                          | Honduras                                                                | 0 – 2                                                                   | Panama                                                                  | Qual. Mondiali 2014                                                     | -                                                                       | 46’                                                                     |
| 12-6-2012                                                               | Toronto                                                                 | Canada                                                                  | 0 – 0                                                                   | Honduras                                                                | Qual. Mondiali 2014                                                     | -                                                                       |                                                                         |
| 7-9-2012                                                                | L'Avana                                                                 | Cuba                                                                    | 0 – 3                                                                   | Honduras                                                                | Qual. Mondiali 2014                                                     | -                                                                       | 81’                                                                     |
| 11-9-2012                                                               | San Pedro Sula                                                          | Honduras                                                                | 1 – 0                                                                   | Cuba                                                                    | Qual. Mondiali 2014                                                     | -                                                                       | 89’                                                                     |
| 2-6-2013                                                                | New York                                                                | Israele                                                                 | 2 – 0                                                                   | Honduras                                                                | Amichevole                                                              | -                                                                       | 46’                                                                     |
| 7-6-2013                                                                | San José                                                                | Costa Rica                                                              | 1 – 0                                                                   | Honduras                                                                | Qual. Mondiali 2014                                                     | -                                                                       |                                                                         |
| 11-6-2013                                                               | Tegucigalpa                                                             | Honduras                                                                | 2 – 0                                                                   | Giamaica                                                                | Qual. Mondiali 2014                                                     | -                                                                       |                                                                         |
| 18-6-2013                                                               | Sandy                                                                   | Stati Uniti                                                             | 1 – 0                                                                   | Honduras                                                                | Qual. Mondiali 2014                                                     | -                                                                       | 75’                                                                     |
| 7-9-2013                                                                | Città del Messico                                                       | Messico                                                                 | 1 – 2                                                                   | Honduras                                                                | Qual. Mondiali 2014                                                     | -                                                                       |                                                                         |
| 11-9-2013                                                               | Tegucigalpa                                                             | Honduras                                                                | 2 – 2                                                                   | Panama                                                                  | Qual. Mondiali 2014                                                     | 1                                                                       |                                                                         |
| 11-10-2013                                                              | San Pedro Sula                                                          | Honduras                                                                | 1 – 0                                                                   | Costa Rica                                                              | Qual. Mondiali 2014                                                     | -                                                                       | 57’                                                                     |
| 16-10-2013                                                              | Kingston                                                                | Giamaica                                                                | 2 – 2                                                                   | Honduras                                                                | Qual. Mondiali 2014                                                     | -                                                                       | 64’                                                                     |
| 16-11-2013                                                              | Miami                                                                   | Honduras                                                                | 0 – 5                                                                   | Brasile                                                                 | Amichevole                                                              | -                                                                       | 17’ 75’                                                                 |
| 20-11-2013                                                              | New York                                                                | Ecuador                                                                 | 2 – 2                                                                   | Honduras                                                                | Amichevole                                                              | -                                                                       | 58’ 84’                                                                 |
| 29-5-2014                                                               | Washington                                                              | Honduras                                                                | 0 – 2                                                                   | Turchia                                                                 | Amichevole                                                              | -                                                                       | 67’                                                                     |
| 1-6-2014                                                                | Houston                                                                 | Honduras                                                                | 2 – 4                                                                   | Israele                                                                 | Amichevole                                                              | -                                                                       | 64’                                                                     |
| 7-6-2014                                                                | Miami Gardens                                                           | Inghilterra                                                             | 0 – 0                                                                   | Honduras                                                                | Amichevole                                                              | -                                                                       |                                                                         |
| 15-6-2014                                                               | Porto Alegre                                                            | Francia                                                                 | 3 – 0                                                                   | Honduras                                                                | Mondiali 2014 - 1º turno                                                | -                                                                       | 27’, 43’                                                                |
| 25-6-2014                                                               | Manaus                                                                  | Honduras                                                                | 0 – 3                                                                   | Svizzera                                                                | Mondiali 2014 - 1º turno                                                | -                                                                       |                                                                         |
| Totale                                                                  |                                                                         | Presenze (7º posto)                                                     | 97                                                                      |                                                                         | Reti                                                                    | 5                                                                       |                                                                         |